# 안초비 페이스트
안초비 페이스트(영어: anchovy paste 앤초비 페이스트[*])는 염장 발효한 안초비(유럽 멸치)를 빻아서 만든 페이스트이다.

## 같이 보기
- 멸치젓
- 부두
- 새우 페이스트